# Arthur Brough
Arthur Brough, właśc. Frederick Arthur Baker (ur. 26 lutego 1905 w Petersfield, zm. 28 maja 1978 w Folkestone) – brytyjski aktor i producent teatralny, najbardziej pamiętany jednak ze swojej pracy dla telewizji, zwłaszcza roli Pana Grangera w serialu Are You Being Served?, gdzie występował przez ostatnie sześć lat swojego życia.
Młody Arthur początkowo chciał zostać nauczycielem, ale nie znalazł zatrudnienia w tym fachu i zamiast tego podjął pracę w kancelarii prawnej. Szybko uznał ją za bardzo nudną i zainteresował się teatrem. Ukończył Royal Academy of Dramatic Art, najbardziej prestiżową brytyjską szkołę teatralną, a następnie występował na scenie w repertuarze szekspirowskim. W 1929 poślubił Elizabeth Addyman. Młodzi małżonkowie postanowili wydać swój posag na dzierżawę podupadającego teatru w Folkestone. Posłużył on za bazę dla kompanii teatralnej Arthur Brough Players, która szybko powiększyła się o oddziały w wielu innych miastach. Sam Brough był przede wszystkim producentem, ale sam również regularnie pojawiał się na scenie. Po wybuchu II wojny światowej zawiesił swoją działalność artystyczną i na ochotnika wstąpił do Royal Navy.
Po wojnie wznowił produkcję spektakli, jednak na początku lat 60. zdał sobie sprawę, że w obliczu rozwoju telewizji, uprawiany przez niego rodzaj teatru – bardzo rozrywkowy, pozbawiony wielkich ambicji i przeznaczony dla masowego odbiorcy – nie ma wielkiej przyszłości. Dlatego zaczął zabiegać o role telewizyjne, których stopniowo dostawał coraz więcej. W 1969 ostatecznie zamknął swoją grupę teatralną, co miało też związek z pogarszającym się stanem zdrowia jego żony.
W 1972 otrzymał rolę, za którą pamiętany jest do dziś – lekko niedołężnego już, schorowanego, ale nie tracącego siły ducha Pana Grangera, kierownika działu odzieży męskiej w serialu Are You Being Served?. Zagrał w pięciu pierwszych seriach tej produkcji, czym zyskał sporą popularność. W czasie przygotowań do realizacji serii szóstej, po wielu latach choroby zmarła jego ukochana żona Elisabeth, z którą przeżył 50 lat. Brough wpadł z tego powodu w skrajną depresję i ogłosił zakończenie kariery aktorskiej. Twórcy serialu – Jeremy Lloyd i David Croft – próbowali namówić go do pozostanie w jego obsadzie, ale już nie zdążyli. 28 maja 1978, zaledwie sześć tygodni po śmierci żony, zmarł w domu swej córki w Folkestone.